# Vinča
Vinča település Szerbiában, amely a Duna mellett, Belgrádtól 14-15 km-re délkeletre, a Belgrád-Smederevo (Szendrő) út mellett fekszik. Közigazgatásilag Belgrád város Grocka önkormányzatához tartozik. A 2011-es népszámláláskor 6779 lakosa volt.
A település főleg a kivételes régészeti értékű Belo Brdo őskori leleteiről ismert, egy nagy neolitikus település maradványaival, 10 hektáron, 10,5 m vastag kultúrrétegben. Az ásatások során a 20. század első felében a Belgrádi Egyetem professzora vezetésével számos lakóházat tártak fel, a történelem előtti ember anyagi kultúrájának maradványaival.
2021 nyarán kigyulladt a helyi szemétlerakó, amely mérgező füstbe borította Belgrádot.

## Demográfia
| Fejléc szövege | számban | százalékban |
| -------------- | ------- | ----------- |
| szerbek        | 5475    | 94.08       |
| montenegróiak  | 85      | 1.46        |
| romák          | 53      | 0.91        |
| jugoszlávok    | 35      | 0.60        |
| macedónok      | 23      | 0.39        |
| horvátok       | 22      | 0.37        |
| magyarok       | 14      | 0.24        |
| egyéb          |         |             |